# Protiro

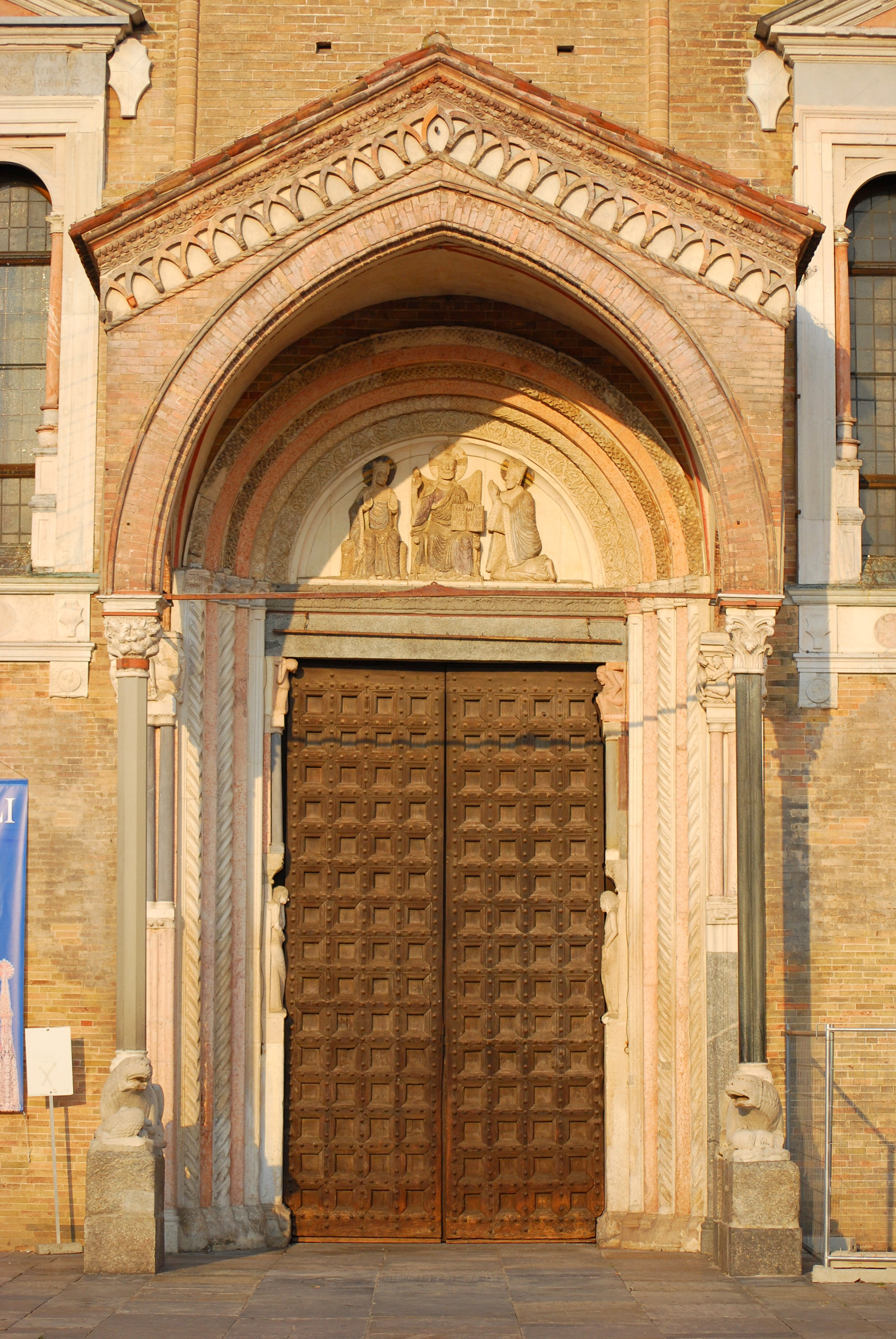
Il protiro gotico del Duomo di Lodi

Il protiro (pronuncia: /ˈprɔtiro/) è una parte del portale. È un termine architettonico derivato dal greco con cui si definisce un piccolo portico a cuspide posto a protezione e copertura dell'ingresso principale di una chiesa (pre-entrata).

## Tipologia
Di solito questa sorta di avancorpo accompagna le architetture paleocristiane e romaniche ed è di norma costituito da una volta a botte sostenuta da una coppia di colonne, ma vi sono casi in cui la volta è semplicemente aggettante dalla facciata di un edificio.
In molte chiese le colonne del protiro non appoggiano direttamente a terra, ma sono poste su mostri o animali fantastici o, più spesso, su leoni, detti appunto leoni stilofori.

## Galleria d'immagini

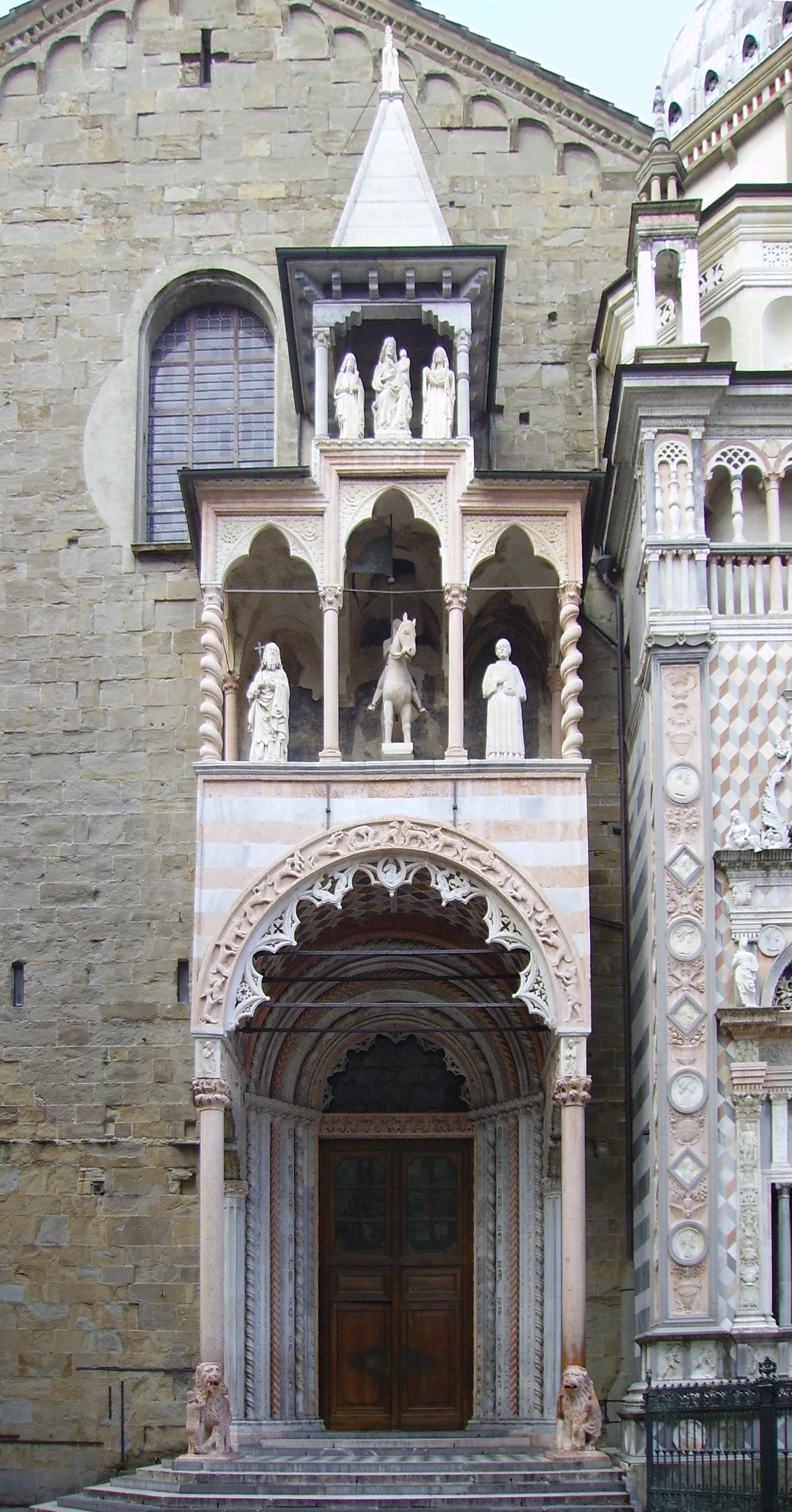
Protiro del transetto della basilica di Santa Maria Maggiore a Bergamo
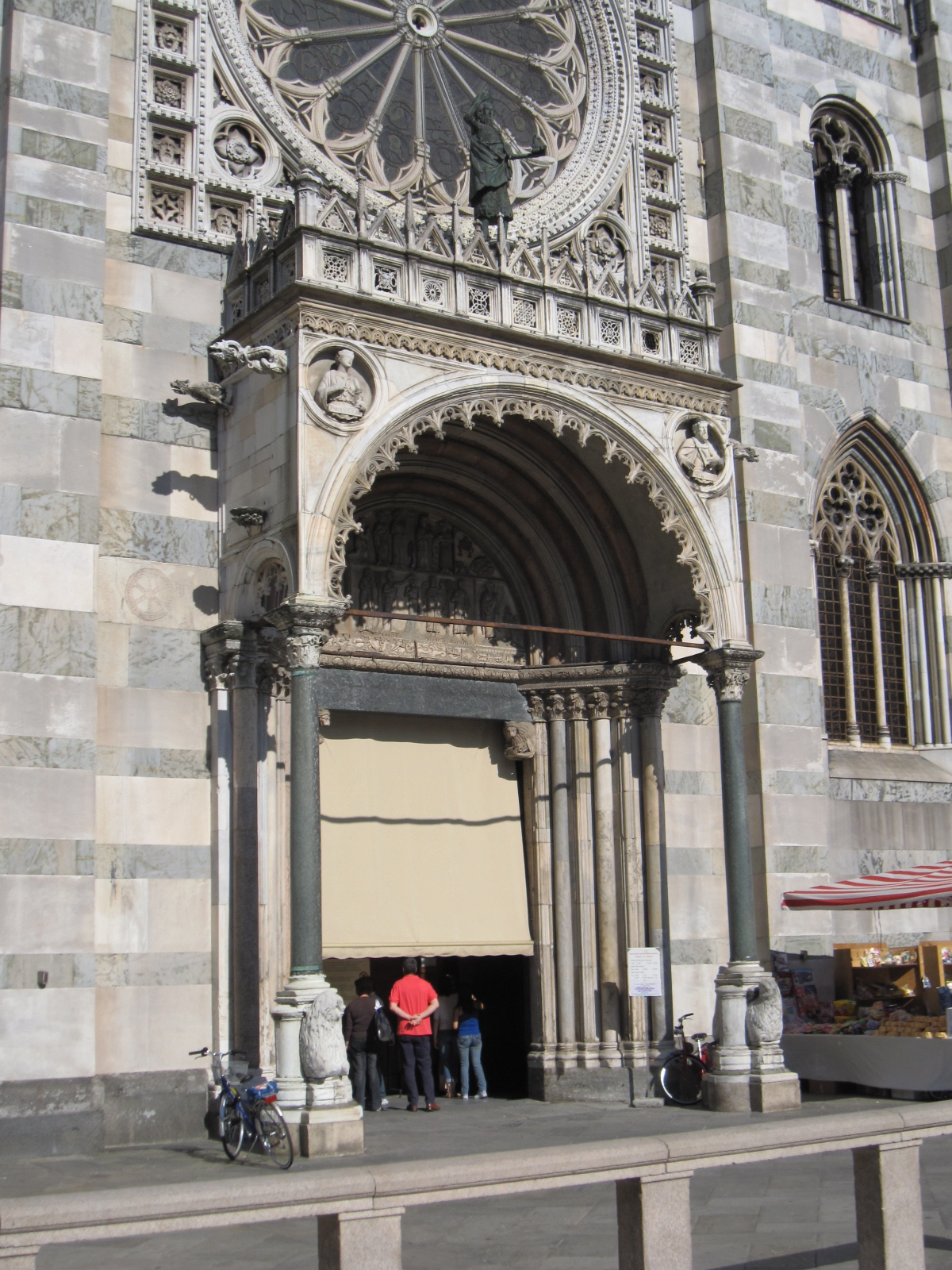
Protiro del duomo di Monza
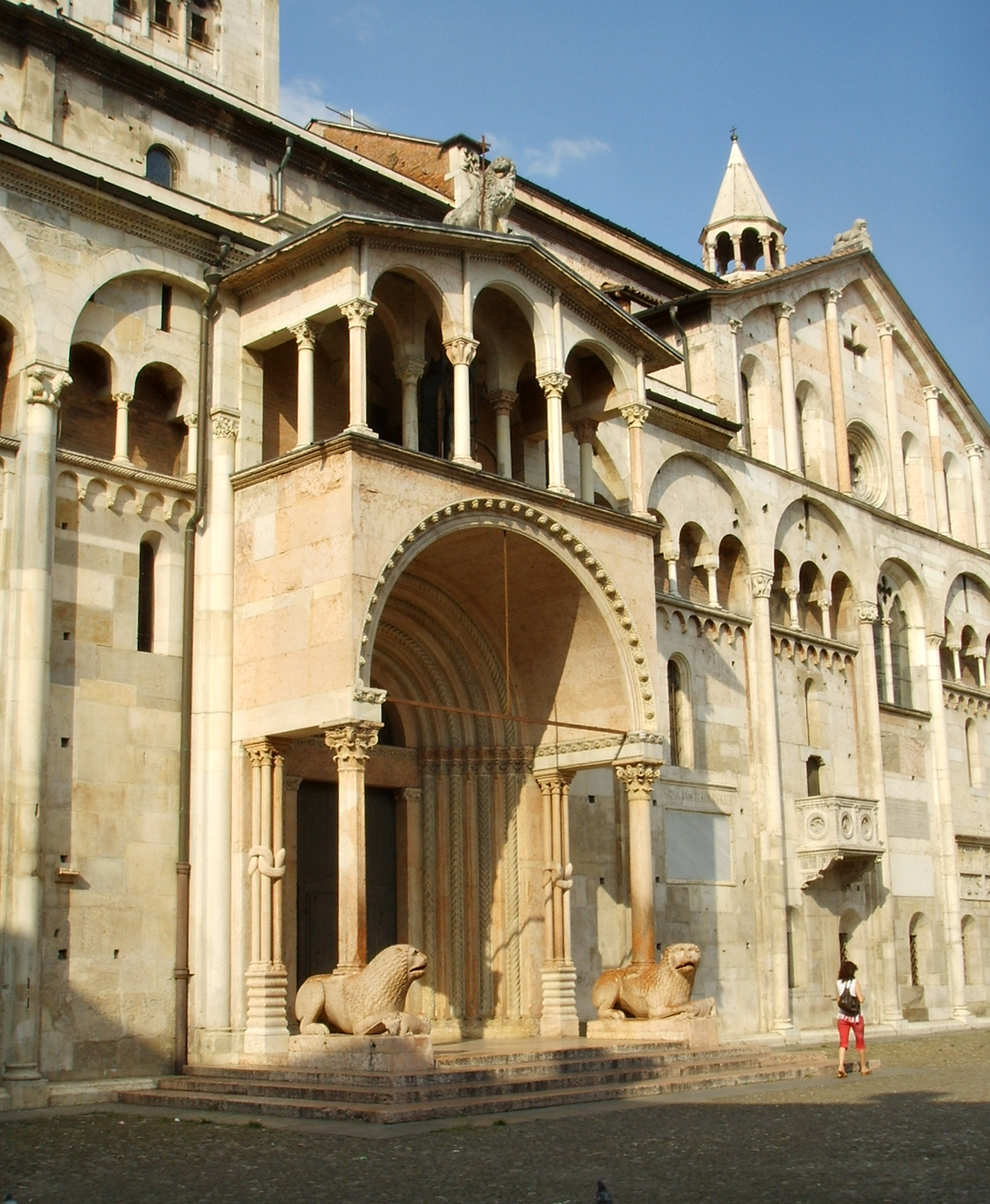
Protiro del duomo di Modena
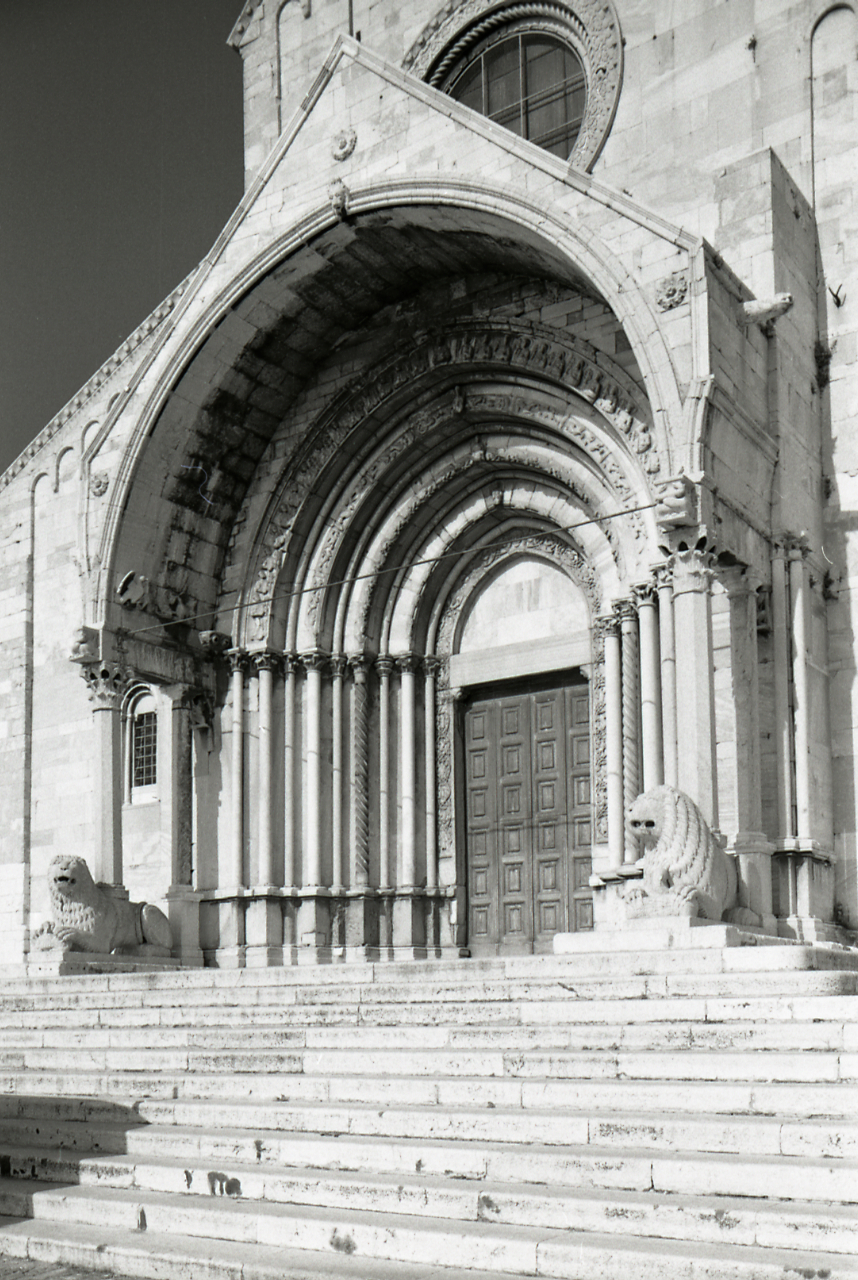
Protiro del duomo di Ancona, di Giorgio da Como
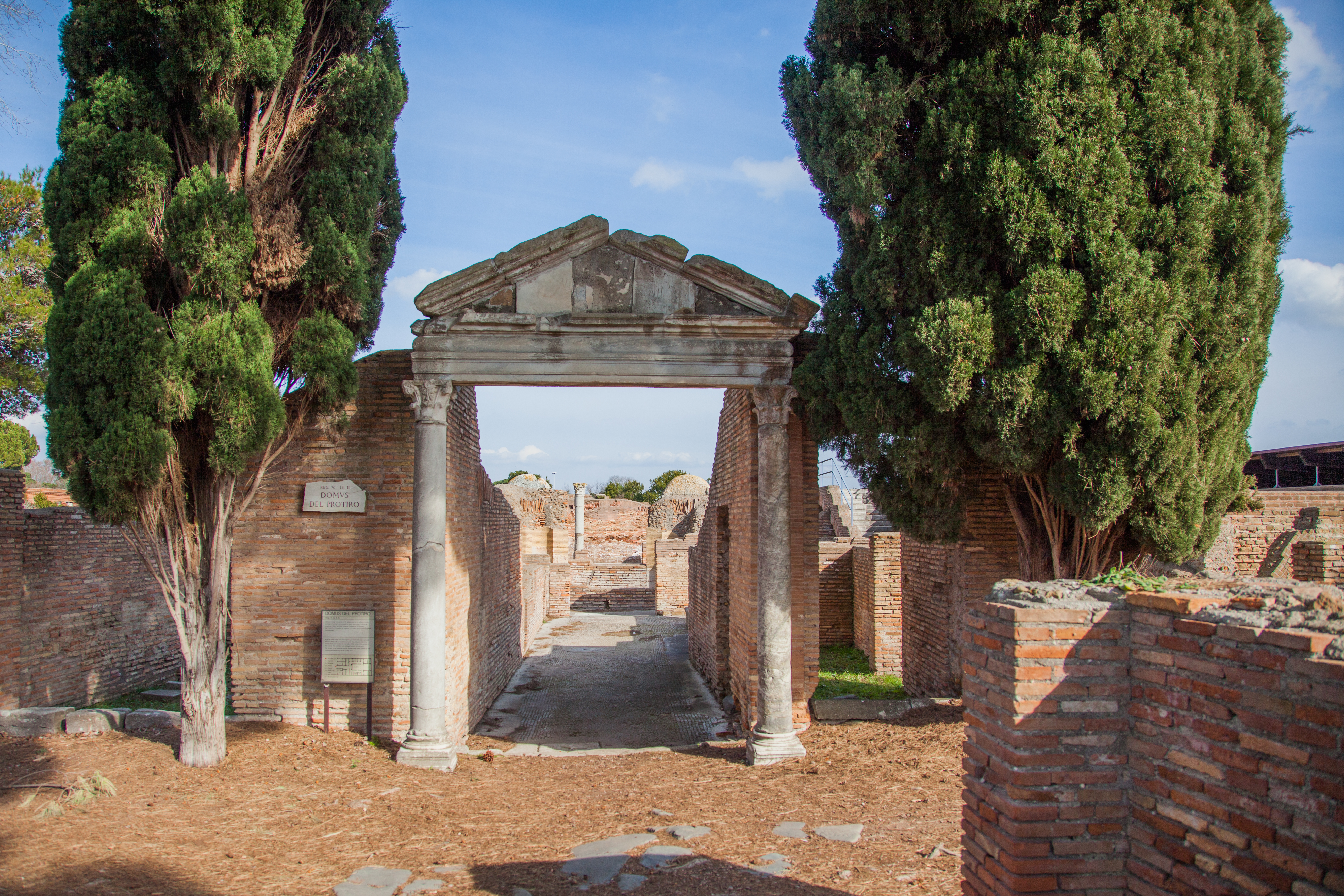
Protiro dell'omonima domus nella città romana di Ostia